# عهد و میثاق در آئین بهائی
عهد و میثاق نوعی توافق بین افراد یا گروه‌ها می‌باشد که هردو طرف را با قبول یک سلسله مسئولیت‌های دو جانبه بهم وابسته می‌سازد. مفهوم عهد و میثاق در ادیان عبارتی است که به پیمان نمادین بین خدا و پیروان آن دین اشاره می‌کند که بر اساس آن خداوند از بندگان خود انتظاراتی دارد و در عوض آنها از لطف و رحمت الهی بهره‌مند می‌گردند. عهد و میثاق در بهائیت بسیار شبیه شیعه است. در آئین بهائی دو نوع عهد و میثاق تعریف شده‌است: میثاق عام و میثاق خاص. بر اساس «میثاق عام» خداوند وعده می‌دهد که نوع بشر را تنها نگذارد و هدایتهای خود را مستمراً برای بشر بفرستد. نوع بشر هم به نوبهٔ خود متعهّد می‌شود که تعالیم خداوند را هر زمان که از سوی پیامبر او فرستاده شود اطاعت نماید و به موجب آنها عمل کند. در همین راستا هر پیامبری از پیروان خود می‌خواهد از فرستاده بعدی خداوند پیروی کنند. در «میثاق خاص» هر پیامبری مسئله جانشینی و رهبری را بعد از درگذشت خود مشخص می‌کند و از پیروان خود می‌خواهد از جانشین تعیین شده پیروی کنند.
در آئین بهائی هدف از میثاق خاص که به آن عهد و میثاق صغیر نیز گفته می‌شود حفظ وحدت جامعه، تداوم جریان هدایت و شرح و توضیح معانی آثار بهائی است. بر اساس این اصل بنیانگذار آئین بهائی -بهاءالله- با دستورالعمل‌های صریح، روشن و کتبی مسئولیت هدایت و رهبری جامعه را پس از خود به پسر ارشدش، عبدالبهاء، سپرد سپس بنا به وصیت عبدالبهاء در الواح وصایا این مسئولیت به شوقی افندی، نوهٔ عبدالبهاء، و در نهایت همان‌طور که بهاءالله و جانشینانش مشخص کرده بودند به بیت‌العدل اعظم سپرده شد. اصل عهد و میثاق از بهائیان می‌خواهد که در هر زمان از مرجعی که برای اداره و هدایت جامعه تعیین شده پیروی کنند و به او وفادار و متعهد بمانند. طبق این اصل نپذیرفتن هر مرجع از سلسله جانشینان بهاءالله معادل عدم پذیرش خود اوست. این اصل انسجام و وحدت جامعه بهائی را حفظ کرده و آن را از دسته‌بندی و اختلاف محفوظ داشته‌است. در موارد نادر بهائیانی که با نقض مستمر اصل عهد و میثاق باعث ایجاد تفرقه و اخلال در جامعه بهائی شده‌اند از این جامعه طرد شده‌اند.
بر اساس میثاق عام خداوند وعده می‌دهد که نوع بشر را تنها نگذارد و هدایتش را مستمراً برای بشر بفرستد. نوع بشر هم به نوبهٔ خود متعهّد می‌شود که تعالیم خداوند را هر زمان که از سوی پیامبر او فرستاده شود اطاعت نماید و به موجب آنها عمل کند. در همین راستا هر پیامبری در زمان خود به پیروانش وعدهٔ ظهور پیامبر بعد را می‌دهد و عهد او را از پیروان خود می‌گیرد و از آنها می‌خواهد از او پیروی کنند. به عنوان مثال پیامبرانی چون ابراهیم، موسی، مسیح، محمد، سید علی محمد باب و بهاءالله به ظهور پیام آور یا مظهر ظهور الهیِ بعد از خود خبر داده و پیروانشان را موظف کرده‌اند که دعوت او را پذیرفته و از وی پیروی کنند. این اصل را سید علی محمد باب - یکی از دو مظهر الهی در آئین بهائی - به ایجاز در کتاب بیان فارسی اینچنین تشریح می‌کند: «خداوند عالم هیچ نبی را مبعوث نفرموده و هیچ کتابی را نازل نفرموده مگر از کلّ اخذ عهد از ایمان به ظهور بعد و کتاب بعد گرفته زیرا که از برای فیض او تعطیل و حدّی نبوده…» توصیف عهد عام در قرآن (سورهٔ آل عمران، آیات ۸۵–۸۰) بسیار نزدیک و شبیه توصیفی است که در آثار بهائی آمده‌است. قرآن عهد و پیمان را با تداوم هدایت الهی برای نوع بشر از طریق سلسله پیام‌آوران الهی تبیین نموده‌است.

## مظاهر ظهور
اساس تعالیم بهاءالله بر اعتقاد به خالق جهان استوار است. به باور بهائیان شناسائی خداوند اما فراتر از حیطه درک بشر است. تنها راه شناخت او از طریق مربیان الهی (پیامبران) می‌باشد. در طول تاریخ بشر خداوند سلسله‌ای از مربیّان الهی را برای بشر فرستاده‌است که در آثار بهائی مظاهر ظهور الهی نامیده می‌شوند و تعالیم‌شان شالودهٔ پیشرفت تمدّن را در دوره‌های مختلف تاریخ فراهم آورده‌است. از میان این مظاهر ظهور می‌توان به ابراهیم، کریشنا، زرتشت، موسی، بودا، عیسی، محمّد، باب و بهاءالله اشاره کرد. به اعتقاد بهائیان بهاءالله، جدیدترین این پیام‌آوران است. بهاءالله بیان می‌دارد که منشأ تمامی ادیان عالم یکی است و ادیان مختلف، در حقیقت، بخش‌های متوالی یک دین الهی را تشکیل می‌دهند. به گفتهٔ او پیام آوران دیگری هم در آینده ظاهر خواهند شد اما نه قبل از تکمیل هزار سال.

## تداوم هدایت الهی
تداوم هدایت الهی از آموزه‌های اساسی آئین بهائی است. این آموزه یادآور آنست که خداوند به میثاق عام خود وفا می‌کند و همیشه در یک فرایند تدریجی و تکاملی پیامبرانی با آموزه‌های پیش‌رو و مناسبِ زمان برای بشر می‌فرستد. هر مظهر امر الهی تعالیم الهی را به تناسب با وضعیت زمان و مکانی که در آن ظاهر می‌شود ارائه می‌دهد.
تفاوت ادیان الهی ناشی از «شرایط زمان» و «ظرفیت معنوی» افراد و جوامعی است که دین در آن ظاهر می‌شود. بشر با بهره‌گیری از هدایت الهی که با ظهور پیاپی ادیان به او می‌رسد، به تدریج تکامل یافته و به حلقه‌های فراگیرترِ وحدت که شامل خانواده، قبیله، دولت‌شهر و اخیراً ملت می‌باشد دست می‌یابد. بر اساس این مفهوم، بهائیان اصالت الهی همه ادیان بزرگ جهان را می‌پذیرند و آنها را مراحل مختلف یک فرایند بزرگ تربیتی می‌دانند که توسط خداوند تعیین شده‌است. بهائیان همچنین معتقدند که بهاءالله جدیدترین مظهر ظهور الهی است و بشر با کمک تعالیم او می‌تواند به سطح بالاتری از وحدت و بلوغ جمعی دست پیدا کند.

## تحقق نبوّات
بهائیان معتقدند که خداوند به عهد خود در میعاد معین وفا کرده و می‌کند. به اعتقاد بهائیان سید علی محمد باب و بهاءالله تحقق نمادین بشارات و وعده‌های ادیان جهان هستند. به اعتقاد آنها بهاءالله همان «پدر جاودانی» که ظهورش توسط اشعیای نبی (اشعیا ۹:۶) در آیین یهود پیش‌بینی شده بود، «روح راستی» یا «تسلی دهنده»، که عیسی مسیح در موعظه وداع (یوحنا ۱۴–۱۷) ظهورش را پیش‌بینی کرده بود، «بهرام شاه»، «ورجاوند»، موعود آیین زرتشتی که متون متاخر پهلوی آمدنش را در روز رستاخیز پیش‌بینی کرده بودند، ظهور و «بازگشت امام حسین» که به اعتقاد شیعیان در روز قیامت واقع می‌شود، «بازگشت دوباره مسیح» در روز قیامت که اهل تسنن به آن معتقدند، ظهور «من یظهره الله» یا همان موعود آئین بابی که سید علی محمد باب بارها در آثارش به ظهور او اشاره کرده بود، «ظهور ثانی کریشنا» در آئین هندو و «پنجمین بودا» و «آمیتا بها» در آئین بودائی است.
میثاق خاص در ادبیات بهائی به عهدی گفته می‌شود که هر پیامبری با پیروان خود می‌بندد و از آنها می‌خواهد تا پس از درگذشتش از جانشینی که او تعیین می‌کند پیروی نمایند. انتصاب پِطرُس (پیتر) به وسیله عیسی، علی ابن ابی طالب بوسیله پیامبر اسلام و عبدالبهاء به وسیلهٔ بهاءالله نمونه‌هایی از این عهد هستند.
بهائیان معتقدند که پیام آور آیین شان- بهاءالله- هدف نهائی همهٔ تعالیمش را وحدت عالم انسانی و تجدید و تقویت قوای روحانی افراد و جوامع و در نتیجه مؤسساتی که امور بشر را در سطوح مختلف اداره می‌کنند، اعلان کرده‌است. او همچنین برای حفظ این وحدت و تحکیم آن در عالم بشری عهد و میثاق خاصی تأسیس نموده و آن را محوری برای پیشبرد این هدف جهانی دانسته‌است. بهاءالله برای تضمین اینکه بعد از درگذشتش و در گذر زمان، جامعهٔ بهائی بتواند به صورت هماهنگ و متحد، هدف دستیابی به وحدت و صلح عمومی را دنبال کند، با دستورالعملهای کتبی و روشن چگونگی تداوم جریان هدایت، مسئلهٔ جانشینی و توضیح آثارش را واضح کرد. به این ترتیب مسئولیت هدایت و رهبری جامعه بهائی پس از بهاءالله به پسر بزرگش عبدالبهاء سپس به شوقی افندی نوهٔ عبدالبهاء و در نهایت به بیت العدل اعظم- عالی‌ترین شورای حاکمهٔ بین‌المللی جامعهٔ بهائی- محول شده‌است. اصل عهد و میثاق از بهائیان می‌خواهد که در هر زمان از مرجعی که برای اداره و هدایت جامعه تعیین شده پیروی کنند و به او وفادار و متعهد بمانند. طبق این اصل نپذیرفتن هر مرجع از سلسله جانشینان بهاءالله معادل عدم پذیرش خود اوست. مجازات به‌چالش کشیدن مرجع دیانت بهائی (شخصیت‌های اصلی دیانت بهائی و بیت العدل اعظم)  طرد کامل، به معنی قطع ارتباط با فرد متخلف، است. طرد افراد در دیانت بهائی بسیار نادر الوقوع است و تنها مرجع دیانت بهائی - در زمانه کنونی بیت العدل اعظم - می تواند فردی را به عنوان ناقض عهد و میثاق از جامعه طرد کند. این تصمیم تنها پس از آن اتخاذ می شود که فرد به‌طور مداوم با حمله علنی به عهد و میثاق و نقض آن، باعث ایجاد تفرقه و اختلاف شده باشد، و هشدارهای مکرر در مورد عواقب ادامه رفتارش را نادیده بگیرد. تنها در این موقع است که فرد حقوق و امتیازات عضویت در جامعه بهائی را از دست می‌دهد و به حال خود رها می شود. هدف از قطع ارتباط با ناقضان عهد و میثاق جلوگیری از گفتمانهای مخرب و منازعات تفرقه افکنانه است نه تنبیه و یا خواری کردن‌ متخلفان. بهائیان موظفند حقوق مدنی ناقضان عهد و میثاق را با دقت رعایت کنند، نسبت به آنان نفرت نداشته باشند و احساسات آنها را جریحه دار نکنند، بلکه برای آنها دعا کنند. ناقضانی که صادقانه تغییر عقیده دهند می توانند مجدداً به عضویت جامعه بهائی پذیرفته شوند. افراد و گروه‌های متعددی از جامعهٔ بهائی طرد شده‌اند اما تا کنون فرقهٔ مهمی شکل نگرفته‌است. به عقیده مکوین در غیاب یک قانون صریح برای ارتداد، حوزهٔ دقیق نقض عهد و میثاق هنوز مشخص نشده‌است.

## اهداف عهد و میثاق
جلوگیری از انشعاب و تفرقه در دین و حفظ انسجام و وحدت جامعه بهائی از مهمترین اهداف عهد و میثاق است. بهاءالله در وصیت نامه خود (کتابُ عهدی) بعد از اعلانِ جانشینی عبدالبهاء و تأسیس بنیان میثاق، هدف از دین الهی را ایجاد محبت و اتحاد ذکر می‌کند و به پیروان خود هشدار می‌دهد که آن را سبب اختلاف و دشمنی ننمایند. عهد و میثاق به‌طور خاص از وقوع چنین رویدادی جلوگیری می‌کند. علاوه بر این نقش عهد و میثاق به عنوان تضمین کنندهٔ وحدت جامعهٔ بهائی ارتباط جدایی‌ناپذیری با اتّحاد عالم دارد که هدف نهائی آئین بهائی است. اگر جامعه بهائی خود متحد و هماهنگ نباشد نخواهد توانست به برقراری اتحاد و صلح در جهان کمک کند. عبدالبهاء در این رابطه می‌گوید «بدیهی است که محور وحدت عالم انسانی قوّهٔ میثاق است و بس.»
شوقی افندی علاوه بر اهداف ذکر شده، توضیح می‌دهد که عهد و میثاق نفوذ و اعتبار آئین بهائی را استمرار می‌بخشد، اصالتش را تضمین می‌کند و توسعه و بسطش را تقویت می‌کند. وی همچنین اضافه می‌کند که عهد و میثاق قوای روحانیِ منبعث از ظهور آئین بهائی را پس از درگذشت مؤسس آن (بهاءالله) در مجاری صحیح کانالیزه می‌کند و هم‌آهنگی و تداوم آن را محفوظ می‌دارد.

## اسناد عهد و میثاق
بهاءالله به‌طور رسمی و مشخص در وصیتنامه خود (کتابُ عهدی) که به دست خط خود نوشته بود با یادآوری آیه‌ای از کتاب اقدس در مورد جانشینی پسر ارشدش عبدالبهاء از بهائیان می‌خواهد که بعد از درگذشتش از او پیروی کنند.
وی پیش از این نیز در آثار دیگری مانند «سورة الغصن» که در دوران تبعیدش در ادرنه یا «لوح ارض باء» که در زندان عکا نوشته بود به مقام عبدالبهاء اشاره کرده بود. بهاءالله در این اسناد به عبدالبهاء اختیارات کامل و انحصاری داده که آثار، تعالیم و احکام وی را تشریح و تبیین (روشن‌سازی) نماید و امور محل ابهام و اختلاف را برای بهائیان روشن نماید. همچنین این اسناد با صراحت کامل بیان می‌دارد که عبدالبهاء را باید به عنوان نمونه کامل تحقق تعالیم بهائی شناخت.
مسئولیت رهبری جامعه و شرح و توضیح معنای آثار بهائی بعد از درگذشت عبدالبهاء بنا به وصیت او در الواح وصایا به نوه ارشدش شوقی افندی رسید. عبدالبهاء در این سند همچنین بر تشکیل بیت العدل اعظم که به عنوان بالاترین نهاد قانون‌گذاری در آثار بهاءالله آمده‌است تأکید و نحوه انتخاب آن را توسط محافل ملی تشریح می‌نماید. شوقی افندی الواح وصایا را به عنوان سندی برای تشکیل نظم اداری آئین بهائی معرفی می‌کند. بعد از درگذشت عبدالبهاء بسیاری از جزئیات این نظم اداری توسط شوقی افندی تشریح و تبیین شد و به مرحله اجرا درآمد.

### کتابُ عهدی
کتاب عهدی (به معنی کتاب عهد من) وصیتنامهٔ بهاءالله است. وی این وصیت نامه را به خط خود نگاشت و در آخرین روزهای سال ۱۲۷۱ شمسی به عبدالبهاء داد. صبح روز نهم از وفات بهاءالله، «کتابُ عهدی» بین نُه شاهد که از میان اصحاب و خانواده بهاءالله انتخاب شده بودند خوانده شد، و عصر همان روز این اثر در جمع بزرگتری در روضه مبارکه مجدداً خوانده شد. در «کتابُ عهدی» بهاءالله با اشاره به آیه کتاب اقدس در مورد جانشینی خود، مشخص می‌کند که مقصود از آن آیه عبدالبهاء است. در این سند بهاءالله به صراحت کامل عبدالبهاء را به جانشینی خود منصوب داشته و به پیروان وصیت می‌کند از او پیروی کنند. بهاءالله در این اثر هدف خود را از نزول آیات ایجاد صلح و آرامش در بین مردمان اعلام کرده و نزاع و جدال را نهی می‌کند و پیروانش را نصیحت می‌کند که دیانت خدا را علت نفاق و دشمنی نکنند. میثاقی که در این کتاب تأسیس شده به‌طور خاص از اختلاف جلوگیری می‌کند.

### سورهٔ غصن
این لوح از قلم بهاءالله در ادرنه صادر شد. شوقی افندی در کتاب قرن بدیع در فصل وقایع ادرنه می‌نویسد که در همان اوقات بود که بهاءالله در سورهٔ غصن مقام عبدالبهاء را مشخص نموده وی را مرکز میثاق خود و فردی که آثار او را برای آیندگان ابهام زدائی کند منصوب کرد؛ و مؤمنین خود را به پیروی از عبدالبهاء دعوت نمود و از او با عناوینی چون «غصن القدس»، «غصن الأمر»، «ودیعة الله»، «فضل الاعظم» و «نعمة الاتم» یاد نموده‌است. این مقام قابل توجه بعداّ در کتاب اقدس و کتاب عهدی تأیید شد و مورد تأکید قرار گرفت.

### کتاب اقدس
کتاب اقدس کتاب احکام آئین بهائی و از مهمترین آثار بهاءالله محسوب می‌شود. در این کتاب بهاءالله، پسر خود عبدالبهاء را به عنوان جانشین، مفسر و مُبَیّن آثار خود تعیین می‌کند. وی همچنین اصول نظم اداری بهائی را با تعیین هرمی از انجمن‌هایی که توسط بهائیان انتخاب می‌شوند و در راس آنها بیت العدل اعظم قرار دارد تعریف می‌کند. به عقیده شوقی افندی، کتاب اقدس «منشور نظم نوین جهانی» بهاءالله است.

### لوح ارض باء
بهاءالله لوح ارض باء را به مناسبت سفر عبدالبهاء به بیروت نوشت. او در این لوح عبدالبهاء را مورد ستایش قرار می‌دهد و مقام او را تشریح می‌کند.

### الواح وصایا
الواح وصایا وصیت نامه عبدالبهاء، مبین آثار دین بهائی می‌باشد. این اثر شامل ۳ لوح است، که در آن وظایف ایادیان امرالله و همچنین مقام ولایت امری مشخص گردیده‌است. در این الواح عبدالبهاء، شوقی افندی را به عنوان جانشین خویش در مقام ولی امرالله اعلام می‌کند و نظامی برای انتخابات بیت العدل اعظم، موسسه‌ای که بهاءالله تشکیل آن را تعیین کرده بود، مشخص می‌نماید. الواح وصایا نخستین بار به صورت عمومی در ۳ ژانویه ۱۹۲۲، یک ماه بعد از درگذشت عبدالبهاء خوانده شد.

## مرکز میثاق
عبدالبهاء در آئین بهائی با عنوان «مرکز میثاق» شناخته می‌شود. میراث عبدالبهاء برای دیانت بهائی دارای زوایای گوناگونی است. وی پس از درگذشت بهاءالله، پیروان آئین بهائی را در دوره ای بسیار دشوار رهبری نمود. جنبشهای مذهبی معمولاً پس از درگذشت پیامبر و بنیانگذار آئین خود به چالش کشیده شده و با خطر انشعاب و دوری از آموزه‌های اصولی خود روبرو می‌شوند. در این زمینه، عبدالبهاء علیرغم تهدیدات بسیار جدی از جانب برادر ناتنی خود (میرزا محمد علی)، توانست اتحاد این آیین و اصول بنیادین آن را حفظ نماید و از به‌وجود آمدن انشعاب و شکافهای عقیدتی در آن جلوگیری کند.
1. 1 2 3  Smith, Peter (2002) A Concise Encyclopedia of the Baha'i Faith, (One World, Oxford) pp. 114 -116
2. 1 2 3 4 5 6  Smith, Peter (2002) A Concise Encyclopedia of the Baha'i Faith, (One World, Oxford) pp. 114
3. 1 2  Hatcher, W.S. ; Martin, J.D. (1998). The Baháʼí Faith: The Emerging Global Religion. San Francisco, CA, USA: Harper and Row, ISBN 0-87743-264-3. pp. 127-130
4. 1 2 3 4  D. MacEoin, "NAKD al-MITHAK", Encyclopaedia of Islam, Second Edition, Brill, doi:10.1163/1573-3912_islam_sim_5770
5. 1 2  Momen, Wendi. General Editor. (1989). A Basic Baha'i Dictionary George Ronald. Oxford) p. 60
6. ↑  http://www.iranicaonline.org/articles/bahaism-iii
7. 1 2 3 4 5 6 7  Heller, Wendy M. (2021-11-26), "The Covenant and Covenant-Breaking", The World of the Bahá'í Faith (به انگلیسی) (1 ed.), London: Routledge, pp. 409–425, doi:10.4324/9780429027772-40, ISBN 978-0-429-02777-2, retrieved 2022-07-20
8. 1 2 3 4 5  Momen, Moojan (2007-09-01). "Marginality and apostasy in the Baha'i community". Religion. 37 (3): 187–209. doi:10.1016/j.religion.2007.06.008. ISSN 0048-721X.
9. 1 2  Smith, Peter, (1987) the Babi & Baha'i Religions, (Cambridge University Press). p. 74
10. ↑  Bahá'í International Community. "The Prosperity of Humankind, §VII". www.bic.org. Bahá'í International Community (3 March 1995).
11. ↑  Buck, Christopher (2004). "The eschatology of Globalization: The multiple-messiahship of Bahā'u'llāh revisited". In Sharon, Moshe (ed.). Studies in Modern Religions, Religious Movements and the Bábí-Bahá'í Faiths. Boston: Brill. ISBN 90-04-13904-4. pp. 143–178.
12. ↑  Buck, Christopher (2004). "19. The eschatology of Globalization: The multiple-messiahship of Bahā'u'llāh revisited". In Sharon, Moshe (ed.). Studies in Modern Religions, Religious Movements and the Bábí-Bahá'í Faiths. Boston: Brill ISBN 90-04-13904-4. pp. 143–178..
13. ↑  Shoghi Effendi. "God Passes By ". Bahá’í Reference Library. www.bahai.org. Bahá'í World Centre.(p. 94)
14. ↑  Momen, Wendi. General Editor. (1989). A Basic Baha'i Dictionary George Ronald. Oxford) p. 62
15. ↑  Taherzadeh, Adib (1976).The Revelation of Bahaullah (English). G. Ronald. p. 240.
16. ↑  Hatcher, W.S. ; Martin, J.D. (1998). The Baháʼí Faith: The Emerging Global Religion. San Francisco, CA, USA: Harper and Row, ISBN 0-87743-264-3. p.50
17. ↑  Smith, Peter (2008). An Introduction to the Baha'i Faith. Cambridge University Press. ISBN 0-521-86251-5. p. 70.
18. ↑  Smith, Peter (2000). A Concise Encyclopedia of the Bahá'í Faith. Oxford, UK: Oneworld Publications. pp. 175–177.
19. ↑  Taherzadeh, Adib (1992). The Covenant of Baha'u'llah. Oxford. UK. G.Ronald. p. 440.
20. ↑  "Unsealing the Choice Wine at the Family Reunion"(PDF)Covenant of Baha'u'llah (به انگلیسی).
21. ↑  Smith, Peter (2002) A Concise Encyclopedia of the Baha'i Faith, (One World, Oxford) p. 44.
22. ↑  Smith, Peter (2002) A Concise Encyclopedia of the Baha'i Faith, (One World, Oxford) pp. 115
23. ↑  Shoghi Effendi. "God Passes By ". Bahá’í Reference Library. www.bahai.org. Bahá'í World Centre.(p. 177)
24. ↑  عبدالحمید اشراق خاوری. گنج شایگان صص - ۱۰۷–۱۰۸
25. ↑  AQDAS – Encyclopaedia Iranica (iranicaonline.org)
26. ↑  Smith, Peter (2008) An Introduction to the Baha'i Faith. Cambridge, NY: Cambridge University Press. pp. 158 - 159
27. ↑  Taherzadeh, Adib. (1976). Revelation of Baha'u'llah. Oxford, Uk. G. Ronald. p. 240
28. ↑  Smith, Peter (2008). An Introduction to the Baha'i Faith. Cambridge; New York: Cambridge University Press. pp. 158 – 159. ISBN 978-0-521-86251-6.
29. ↑  Smith, Peter (2008). An Introduction to the Baha'i Faith. Cambridge; New York: Cambridge University Press. p. 46. ISBN 978-0-521-86251-6.